# Élixir d'Anvers

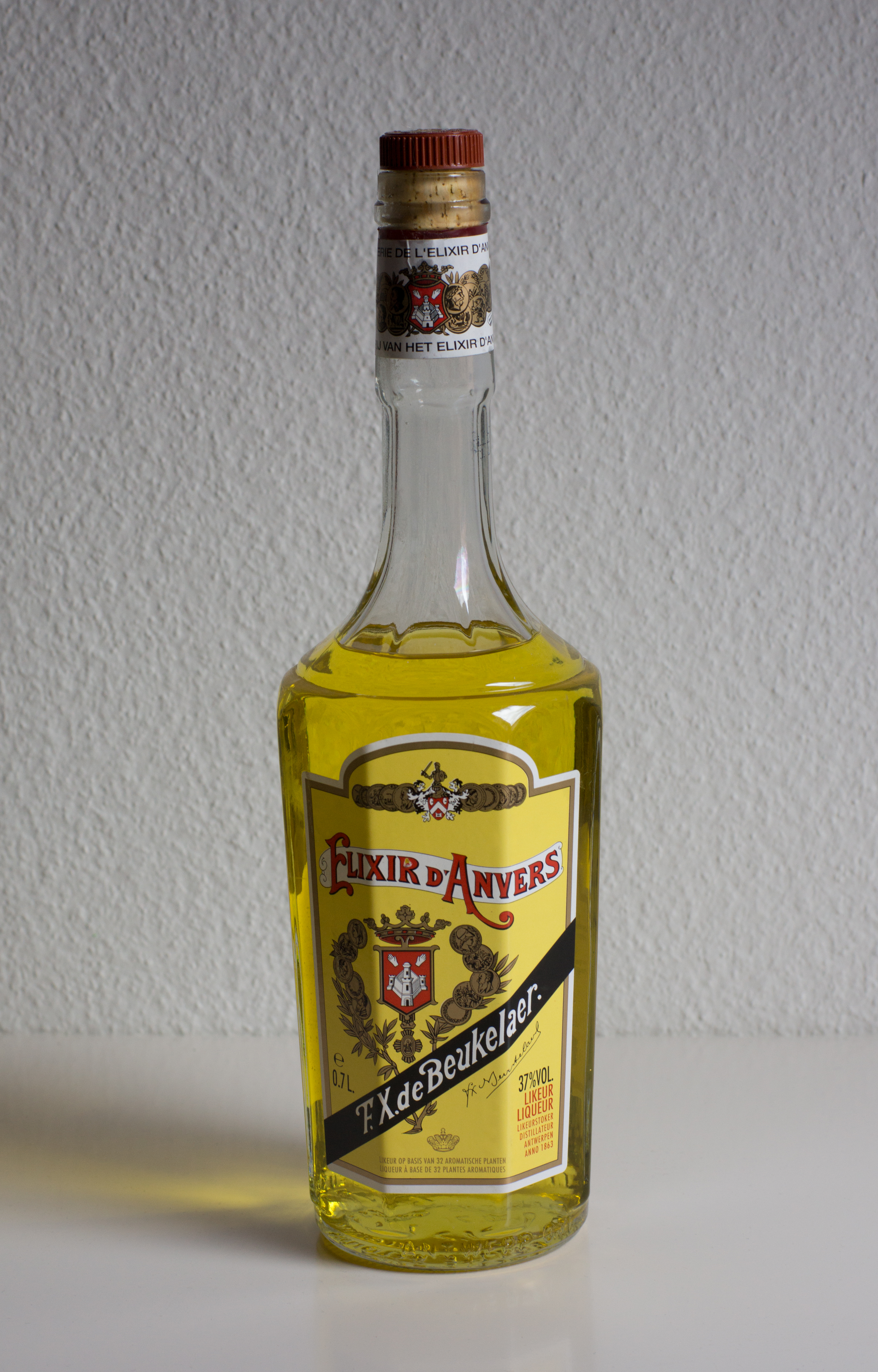

L’élixir d’Anvers est une boisson alcoolisée fabriquée en Belgique par F.X. de Beukelaer. Créée en 1863, elle répondait à la demande émergente d’alcools supposément moins nocifs pour la santé que ceux habituellement consommés alors, voire parés de diverses vertus préventives et curatives. L’élixir d’Anvers est aujourd’hui servi en apéritif ou en digestif,.
Trente-deux plantes et herbes sont mises à macérer dans de l'alcool pur et du sucre, puis l’ensemble est mis à vieillir en fûts de chêne. La fabrication dure en tout cinq mois.